# Russisch Monument (Košice)
Het Russische Monument in Košice, Slowakije, is een oorlogsmonument ter nagedachtenis aan de soldaten van het Rode Leger van de Sovjet-Unie die streden aan het vierde Oekraïense front. In januari 1945, aan het einde van de Tweede Wereldoorlog, vochten zij voor de verdrijving van de Duitse bezettingsmacht uit Košice. De Slowaakse naam is Pamätník vojakov Sovietskej armády (Monument voor de Sovjetsoldaten). Het monument is gelegen aan de zuidelijke rand van het stadscentrum, op een groot kruispunt. Op 1 juli 1945 vond de inhuldiging plaats.

## Uitvoering
Het monument bestaat uit een met natuursteen geplaveid rechthoekig terrein waarop twee grote zuilen staan en een aantal lagere pijlers. Er is een eeuwige vlam, er zijn bloemperken en veertien symbolische grafstenen. De zuilen zijn versierd met emblemen en gedenkplaten van de voormalige Sovjet-Unie. Op de pijlers staat het symbool van hamer en sikkel afgebeeld.
De gedenkplaten aan de twee zuilen bevatten een tekst in het Slowaaks en het Russisch die luidt:
Svojím osloboditeľom, presláveným vojakom Červenej armády, občania mesta Košíc roku 1945. Večná sláva hrdinom padlým v boji za slobodu a nezávislosť Sovietskeho zväzu. Sláva Červenej armáde, osloboditeľke Československa spod jarma nemecko fašistických okupantov. Sláva hrdinom Veľkej vlasteneckej vojny. Sláva ruským zbraniam.
Vertaling: De inwoners van de stad Košice in 1945 aan hun bevrijder, de beroemde soldaat van het Rode Leger: Eeuwige glorie aan de helden die vielen in de strijd voor de vrijheid en onafhankelijkheid van de Sovjet-Unie. Glorie aan het Rode Leger, de bevrijder van Tsjecho-Slowakije van het juk der Duitse fascistische bezetter. Glorie aan de helden van de Grote Patriottische Oorlog. Glorie aan de Russische strijdkrachten.
De namen van veertien omgekomen strijders en hun rang staan vermeld op de symbolische grafstenen die deel uitmaken van het monument. Nadat het Sovjetleger de stad had ingenomen, werden ze in een gelegenheidsgraf begraven. Later zijn ze overgebracht naar de openbare begraafplaats, waar ze samen met andere gevallen Russische soldaten ter aarde werden besteld.

## Bouw en locatie
Het monument is in 1945 door leden van de militaire eenheid 04146 met hulp van hoofdingenieur-kolonel Beljakov gebouwd. naar een ontwerp van E.F. Gurjaceva en ing. Hudák. De gebruikte materialen zijn trachiet, andesiet en travertijn.
Het gedenkteken staat tussen twee parallel lopende wegen: de brede verkeersader Námestie osloboditeľov en de kleinere Štúrova. Deze twee zijn in een T-kruising verbonden met de Južná trieda, eveneens een grote weg. Het monument heeft dan ook veel ruimte voor en naast zich, die voornamelijk geasfalteerd is. Erachter staan bomen, die een visuele scheiding vormen tussen het monument en een plein met winkelcentrum.

## Afbeelding

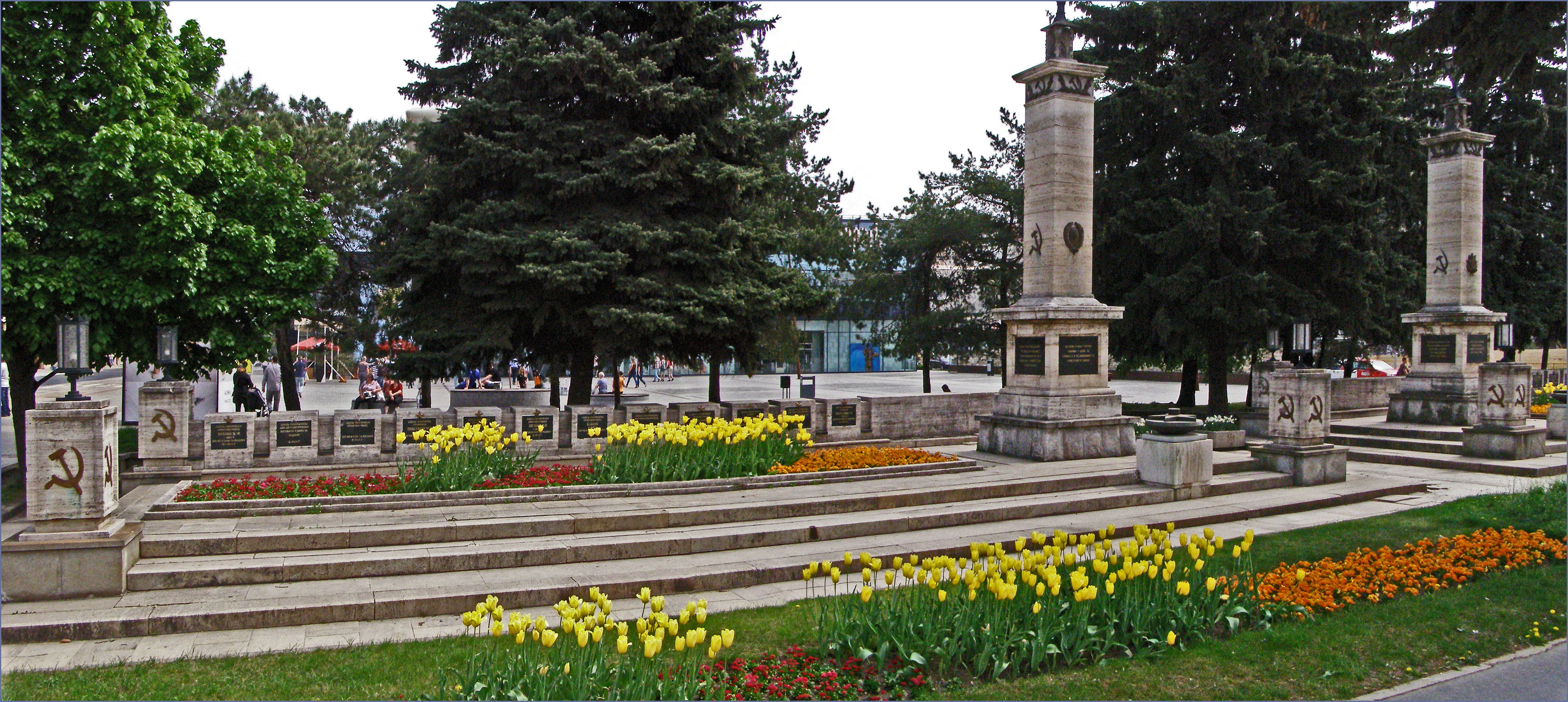